# شروین جزایری
شروین جزایری (زاده ۵ مرداد ۱۳۳۳ - درگذشته ۱۰ شهریور ۱۳۵۱) کوهنورد ایرانی بود. در پای دیواره بند یخچال در منطقهٔ پس قلعه تهران و نزدیکی پناهگاه شیرپلا، جان‌پناهی به نام جان‌پناه شروین وجود دارد که پس از سقوط و کشته شدن وی به یادش بنا شده‌است

## زندگی‌نامه
شروین جزایری ۵ مرداد سال ۱۳۳۳ در محلهٔ سید نصرالدین تهران به دنیا آمد. تحصیلات ابتدایی را در مدرسهٔ بختیاری واقع در پشت خیابان دانشگاه به اتمام رسانید، پسری لاغر با قد ۱۸۰ سانتیمتر که دارای چشمانی نافذ بود. عاشق کوه بود، همیشه اوقات فراغتش را به ورزش کوهنوردی و سنگ نوردی می‌پرداخت از ۱۵ سالگی به کوه می‌رفت، عضو رسمی باشگاه کاوه واقع در خیابان بهار بود که در حال حاضر فعالیتی ندارد. دوره‌های کوه پیمایی و سنگ نوردی را گذرانده بود. همنوردان او آقایان مهدی مینویی، بیژن جوانفر، داود صانعی نژاد، حسین حاجی محسنی و جواد تاجدار بودند.

## شرح حادثه
مصاحبهٔ فصلنامهٔ کوه با مادر شروین: 
روز پنج شنبه ۹ شهریور سال ۱۳۵۱ اینطور که مادر شروین حکایت کرده وقتی از اداره به منزل برمی گردد، شروین را در حال دوختن پارگی کوله اش می‌بیند که قبلاً خودش با چرخ خیاطی قدیمی آن را دوخته بوده، آمادهٔ رفتن به کوه بوده که مادر به او می‌گوید باز هم قصد رفتن به کوه را دارد؟ که در پاسخ می‌گوید این دفعه بار آخر است که به کوه می‌روم چون هفتهٔ دیگر اسامی قبول شدگان کنکور را اعلام می‌کنند، یا باید دانشگاه بروم یا سربازی و دیگر فرصتی برای رفتن به کوه ندارم.
فردای آن روز (جمعه ۱۰ شهریور ۱۳۵۱) شروین روی دیوارهٔ ۲۰۰ متری بند یخچال در حال سنگ نوردی بوده که حدود ۱۵ متری انتهای مسیر، میخ از شکاف درآمده و شروین این را اعلام می‌کند و بلافاصله پاندول می‌شود و بعد سقوط می‌کند. زمان سقوط با خودش سنگ هم می‌برد که این سنگ‌ها روی مخچهٔ او اصابت می‌کنند. حسین حاج محسنی، و جواد تاجدار هم به پایین پرت می‌شوند. حسین حاج محسنی زمان سقوط، سنگ به شکمش کشیده می‌شود و شکم او دچار پارگی می‌شود، جواد تاجدار نیز از ناحیهٔ کمر به شدت آسیب می‌بیند. همگی به بیمارستان رضا پهلوی سابق (شهدای میدان تجریش) منتقل می‌شوند که شروین جان می‌سپارد و جواد تاجدار از آن تاریخ به بعد کوهنوردی را به دلیل آسیب شدیدی که دیده بوده به‌کلی کنار می‌گذارد.

## جان‌پناه شروین
در مراسم هفت شروین اسامی قبول‌شدگان کنکور اعلام و شروین در مدرسهٔ عالی علوم بانکی قبول می‌شود، حسین حاج محسنی، هم‌طناب او (دانشجوی دانشکدهٔ فنی دانشگاه تهران که بعد از انقلاب در سال ۱۳۶۷ در زندان اعدام شد)، یک روز بعد از مراسم چهلم شروین توسط باشگاه کاوه، مادر او را به پس قلعه دعوت می‌کند. بعد از دو راهی گذر مهدی، جمعیتی تا بند یخچال ایستاده بودند و کیسه‌های شن و ماسه را دست به دست می‌دادند. مادر شروین می‌گوید وقتی این همه شور و همبستگی را در مردم دیدم، حس کردم شروین کنار ماست و خودم هم به میان جمعیت برای کمک رفتم.
او به مادرش گفته بوده «من عاشق کوه هستم و آرزو دارم در کوه بمیرم»
او که هنگام مرگ فقط ۱۸ سال داشت در قطعه ۸، ردیف ۶۵، شماره ۳۹ بهشت زهرا به خاک سپرده شد.
پس از کشته‌شدن شروین جزایری، هم‌نوردانش در گروه کاوه و دانش‌جویان کوه‌نورد دانشکده‌ی فنی، دانشگاه صنعتی (آریامهر) و دانشگاه علم و صنعت ایران و گروهی از کوه‌نوردان دیگر، جان‌پناه شروین با وسعت ۳۸ مترمربع با ابعاد ۳×۵/۶ و ظرفیت خواب برای ۳۵ نفر با مصالح سنگ و سیمان و آهک و سقف اول بلوک و سقف دوم آهنی در بند یخچال بنا کردند.